# Аведиков Леонід Іванович
Леоні́д Іва́нович Аве́диков (дати народження і смерті невідомі) — актор, режисер і антрепренер українського театру другої половини XIX століття, родоначальник театральної династії Аведикових.

## Життєпис
Усе життя присвятив театральній роботі в Україні. На початку 1860-х років допомагав аматорському драматичному гуртку в Бобринці, членом якого був Іван Тобілевич (Карпенко-Карий). З 1864 року працював на російській сцені, а в 1880-х роках очолив власну російсько-українську трупу в Кременчуку, де ставив твори українських драматургів. 1888 року в трупі дебютував його племінник Овдій Аведиков; 1890 року — дебютував актор і майбутній антрепренер Лев Сабінін.

## Ролі
- Шельменко («Шельменко-денщик» Григорія Квітки-Основ'яненка);
- Виборний («Наталка Полтавка» Івана Котляревського);
- Городничий («Ревізор» Миколи Гоголя).